# Syd Conabere
Syd Conabere (ur. 1918, zm. 15 lipca 2008) – australijski aktor.
Debiutował w 1958 roku drobną rolą w dramacie telewizyjnym The Small Victory. Najbardziej znany z roli Pata Diamonda w serialu Poor Man’s Orange oraz Freda Langa w filmie Tajemnica domu przy Gantry Row.

## Filmografia

### Wybrane filmy
1960 – Ned Kelly
1971 – Country Town jako Ted Atkins
1977 – Blue Fire Lady jako pan Barlett
1985 – Wielka krzywda jako O’Neal
1992 – Greenkeeping jako Milton
1998 – Tajemnica domu przy Gantry Row

### Wybrane seriale
1959 – Emergency jako Georg Rogers
1966-1967 – Bellbird jako Kevin Rumsay
1985 – Sąsiedzi jako Dan Ramsay
1986 – Latający doktorzy jako Billy Daniels (gościnnie)
1997 – Poor Man’s Orange jako Pat Diamond
1998 – Cena życia jako Maurie Taylor (gościnnie)